# Wacław Ciszewski
Wacław Jan Ciszewski, ur. jako Jakub Firstemberg, Furstemberg lub Fürstenberg (ur. 10 marca 1900 w Warszawie, zm. tamże) – polski inżynier pochodzenia żydowskiego, wiceminister przemysłu (1944–1946).

## Życiorys
Ukończył Politechnikę Lwowską w 1925. Następnie był zastępcą dyrektora w Warszawskiej Spółce Akcyjnej Budowy Parowozów (1927–1942). Został aresztowany przez Gestapo i osadzony w getcie warszawskim, skąd został wyzwolony przez działaczy podziemia i skierowany do rodziny Sołczyńskich, u których się ukrywał. W latach 1944–1946 był wiceministrem przemysłu. W latach 1946–1947 był wiceprzewodniczącym Europejskiej Organizacji Węglowej, a następnie zastępcą dyrektora w Europejskiej Komisji Gospodarczej (1948–1949), a od 1949 dyrektorem. Był członkiem Towarzystwa Inżynierów Polskich, wiceprzewodniczącym Polskiego Komitetu Narodowego na Światowej Konferencji Energetycznej, Polskiego Towarzystwa Technologicznego i Naczelnej Organizacji Technicznej.
Był kierownikiem Katedry Kotłów Parowych na Politechnice Śląskiej w 1945. Należał do Stronnictwa Demokratycznego.

### Życie prywatne
Był synem Piotra i Rozalii z domu Kwiatkowskiej. Jego żoną była Genowefa Rzewnicka, z którą miał dwoje dzieci – Stefanię i Grzegorza.
Mieszkał w Genewie. Zmarł po 1951, w wyniku gruźlicy kręgosłupa.